# Ria Bartok
Pour les articles homonymes, voir Bartok.
Ria Bartok née à Einbeck, Allemagne le 26 janvier 1943 et morte accidentellement à Paris 9e le 28 février 1970,, est une chanteuse yéyé.
Fille d'un chanteur d'opéra[réf. nécessaire], de son vrai nom Marie-Louise Pleiss, elle connaît son premier succès à l'âge de 20 ans avec le titre Parce que j'ai revu François. Faisant partie de la vague yé-yé des années 1960, Ria Bartok rencontre de la peine à se faire connaître d'un large public. Des chanteurs de sa génération tels que Johnny Hallyday, Sylvie Vartan, Sheila ou encore Richard Anthony lui font passablement de l'ombre. Elle connaît toutefois son plus grand succès avec la chanson Et quelque chose me dit. 
Son dernier concert en France date du 13 mai 1967. Ria Bartok décède en 1970 en son domicile dans un incendie qu'elle aurait provoqué en fumant une cigarette.

## Discographie

### Microsillons 45 tours
- 1963 : N’importe quoi (A whole lot of nothing) (T. Warnick - Claude Carrère - Georges Bizet-Monjol) / Chills (Chills) (Gerry Goffin - Jack Keller - Manou Roblin) / Dans la nuit (The night) (Kal Mann - Dave Appell - Ralph Bernet) / Parc’que j’ai revu François (I saw Linda yesterday) (Dickey Lee - Allen Reynolds - Rudi Revil - Georges Aber), avec Jean Claudric et son Orchestre, 45 tours / 17cm / EP France, Ricordi (45 S 250)
- 1963 : Frankie (Bernard Lauze) / Je reviens (Frank Gérald - Jacques Renard) / Tu sais me plaire (Hey good lookin') Christian Jollet - Hank Williams) / C'est trop tôt (Sloppy Joe) (Dave Appell - Kal Mann - Ralph Bernet), avec Jacques Loussier et son orchestre, 45 tours / 17cm / EP France, Ricordi (45 S 251)
- 1963 : Cœur (Heart) (Georges Aber - Barry Mann - Cynthia Weil) / Diggedle boeing (Franck Pourcel - Pierre Delanoé - Raymond Lefebvre) / Sans amour (Lucky lips) (André Salvet - Jerry Leiber - Mike Stoller) / Maman please (Mama please) (Dave Appell - Jil et Jan - Kal Mann), avec Jacques Loussier et son orchestre, 45 tours / 17cm / EP France, Columbia / Pathé-Marconi (ESRF 1404)
- 1964 : Seule parmi les autres (All I want to do) (Gérard Bourgeois - Jean-Max Rivière - Bert Berns - Carl Spencer) / C’est l’amour (The story of my love) (Pierre Delanoé - Ahmet Ertegun) / Ce n’est plus la peine (Hurry up and tell me) (Franck Gérald - Phil Vance) / Tout le monde sait tout (Everybody) (Tommy Roe - Ralph Bernet), avec Bernard Gérard et son orchestre, 45 tours / 17cm / EP France, Columbia / Pathé-Marconi (ESRF 1472)
- 1964 : Ce monde (Il mio mondo) (Georges Bérard - Gino Paoli - Umberto Bindi) / Ne m’appelle plus jamais (Don’t call me anymore) (Jean Delleme - Claude Ballard - Les Ledo) / Tu as perdu la tête (Somebody else’s baby) (Neval Nader - John Gluck Jr - Jay Darrow - Jean-Max Rivière - Gérard Bourgeois) / Tu peux pas savoir (Go back to daddy) (Bob McNallyh - Vline Buggy), avec Paul Piot et son orchestre, 45 tours / 17cm / EP France, Columbia / Pathé-Marconi (ESRF 1509)
- 1964 : Et quelque chose me dit (I’m into something good) (Gérard Bourgeois - Jean-Max Rivière - Gerry Goffin - Carole King) / Plus de cœur brisé (One way love) (Ria Bartok - Bert Berns - Jerry Ragovoy) / Tu me reviens (I’ve got a date) (Gérard Bourgeois - Jean-Max Rivière - Bob Halley - Ben Ralleight) / Celle à qui tu mentais (I was only foolin’ myself) (Michèle Vendôme - Bob Barratt), avec Paul Piot et son orchestre, 45 tours / 17cm / EP France, Columbia / Pathé-Marconi (ESRF 1575)
- 1965 : Tu la revois (He’s in town) (Gerry Goffin - Carole King - Ria Bartok - Christine Fontane) / C’est bien fait (Yesterday) (Bob Baratt - Jean-Max Riviere - Gérard Bourgeois) / Quand reviendra le garçon que j’attends (Big town boy) (Eddie Rambeau - Bud Rehak - Ria Bartok - François Simon-Bessy) / Écoute mon cœur (Jack Arel - Christine Fontane), avec Paul Piot et son orchestre, 45 tours / 17cm / EP France, 45 tours / 17cm / EP France, Columbia / EMI (ESRF 1608)
- 1965 : Je ne peux pas le blâmer (You can’t blame me) (Chris Andrews - Ria Bartok - Christine Fontane) / Tu te moques de moi (I don’t wanna leave you) (Mark Barkan - Ben Raleigh - Ria Bartok - Christine Fontane) / Je ne veux pas qu’il me quitte (Can’t you hear my heartbeat ?) (John Carter - Ken Lewis - Frank Gérald) / N’y touche pas (My boyfriend) (George Motola - June Page - Christine Fontane - Ria Bartok), avec Paul Piot et son orchestre, 45 tours / 17cm / EP France, Columbia / EMI / Pathé-Marconi (ESRF 1640)
- 1965 : Un baiser (That’s the way) (Ken Howard - Alan Blakeley - Christine Fontane) / Je chante la… la (The la la song) (Jim Sauter - Mike Lewis - Christine Fontane) / J’y pense tout bas (Christine Fontane) / Action (Action) (Steve Venet - Tommy Boyce - Ralph Bernet), avec Paul Piot et son orchestre, 45 tours / 17cm / EP France, Columbia / EMI / Pathé-Marconi (ESRF1686)
- 1966 : Un mauvais quart d'heure à passer (Mickey Baker) / Tu as cherché l'ennui (Pierre Nolès - Ria Bartok), avec Pierre Nolès et son orchestre, 45 tours / 17cm / SP Canada, Fantastic (FA-3684)
- 1966 : Le copain que j'ai choisi (André Salvet - Claude Carrère - John Schroeder - Robert Conrad / J'ai bobo (Bob Crewe - Ria Bartok), avec Georges Tremblay et son orchestre, 45 tours / 17cm / SP Canada, Fantastic (FA-3685)

### Microsillon 33 tours
- 1965 : Ria Bartok : Action (Action) / Un Baiser (That's The Way) / Je Chante....La....La (The La....La....Song) / Je Ne Peux Le Blâmer (You Can't Blame Him) / Tu Te Moques De Moi (I Don't Wanna Leave You) / Seule Parmi Les Autres (All I Want To Do) / Et Quelque Chose Me Dit (I'm Into Something Good) / Tu As Perdu La Tête (Somebody Else's Baby) / Ce Monde (II Mio Mundo) / Je Ne Veux Pas Qu'il Me Quitte (Can't You Hear My Heartbeat) / Sans Amour (Lucky Lips) / Cœur (Heart), 33 tours / 30cm / LP Canada, Pathé (PAM 67.214)

### Réédition Compact Disc
- 1999 : French EP Collection : N'Importe Quoi / Chills / Dans La Nuit / Parc'Que J'Ai Revu François / Frankie / Je Reviens / Tu Sais Me Plaire / C'Est Trop Tôt / Cœur / Sans Amour / Diggedle Boeing / Maman Please / Seule Parmi Les Autres / C'Est L'Amour / Ce N'Est Plus La Peine / Tout Le Monde Sait Tout / Ce Monde / Ne M'Appelle Plus Jamais / Tu As Perdu La Tête / Tu Peux Pas Savoir / Et Quelque Chose Me Dit / Plus De Cœur Brisé / Tu Me Reviens / Celle A Qui Tu Mentais / Tu La Revois / C'Est Bien Fait / Quand Reviendra Le Garçon Que J'Attends / Ecoute Mon Cœur / Je Ne Peux Pas Le Blâmer / Tu Te Moques De Moi / Je Ne Veux Pas Qu'Il Me Quitte / N'Y Touche Pas / Un Baiser / Je Chante ...La...La / J'Y Pense Tout Bas / Action / See If I Care / I Don't Wanna Leave You / Voulez-Vous Me Prendre Pour 10 km ? / Es Warten Viel !, 2 × CD France, Magic Records (5207622)

## Miscellanées
- 1964 : BO du film "Cruelle méprise": Voulez-vous me prendre pour 10 km ? (Jean-Michel Rankovitch - Antoine Duhamel), avec Antoine Duhamel et son orchestre, 45 tours / 17cm / EP France, Ducretet-Thomson (460 V 657)
- 1964 : Blue navy blue (Navy blue) (Bob Crewe - Bud Rehak - Eddie Rambeau - Monique Hellmer Falk) / Es warten viel auf thren ersten kuss (Olden - Herta), 45 tours / 17cm / SP Allemagne, Columbia (C 22 702)
- 1964 : Zu schade dafür (Ska doo dee yah) / Bist du wirklich treu, sonny-boy?, 45 tours / 17cm / SP Allemagne, Columbia (C 22 752)
- 1964 : See if I care (Diggedle boeing) / I don't wanna leave you (Tu te moques de moi), avec Ivor Raymonde et son orchestre, 45 tours / 17cm / SP Grande Bretagne, Columbia (DB 7362)
- 1965 : Anche se mi lascerai (I'm into something good) (Francesco Specchia - Gerry Goffin - Carole King) / E un bugiardo, 45 tours / 17cm / SP Italie, Columbia (SCMQ 1821)
- 1965 : Algo bueno me va a pasar (I'm into something good) (Javier Valdés - Gerry Goffin - Carole King) / Mi mundo (Il mio mondo) (Augusto Algueró Dasca - Gino Paoli - Umberto Bindi) / Labios afortunados (Lucky lips) / Jerry Leiber - Mike Stoller) / Me es igual (Diggedle boeing) (Jorge Córcega - Franck Pourcel - Raymond Lefebvre), 45 tours / 17cm / SP Espagne, La Voz De Su Amo (7EPL 14.151)
- 1965 : ザ・ピーナッツ : De Paris à Tokyo (Christine Fontane - Ria Bartok), 45 tours / 17cm / EP France, Columbia (ESRF 1678)
- 1966 : Gilbert Bécaud : Es ist nie zu spät (T’es venu de loin ?) (Gilbert Bécaud - Gisela Zimber), avec Ria Bartok (non créditée), 45 tours / 17cm / SP Allemagne, Electrola / EMI (E23167)
- 1966 : Eileen Goldsen : Nimm die gitarre (Bring your guitar) (Eileen Goldsen - Ria Bartok), 45 tours / 17cm / SP Allemagne, Vogue Schallplatten (DVS 14495)

## Liens Externes
- Ressources relatives à la musique :   - Discogs
  - MusicBrainz
  - Muziekweb
- Ressource relative à l'audiovisuel :   - IMDb
- Notices d'autorité :   - VIAF
  - ISNI
  - BnF (données)
  - LCCN
  - WorldCat